# Pseudorhapydionina
Pseudorhapydionina es un género de foraminífero bentónico de la subfamilia Praerhapydionininae, de la familia Soritidae, de la superfamilia Soritoidea, del suborden Miliolina y del orden Miliolida. Su especie tipo es Rhapydionina laurinensis. Su rango cronoestratigráfico abarca el Campaniense superior (Cretácico superior).

## Clasificación
Pseudorhapydionina incluye a las siguientes especies:
- Pseudorhapydionina chiapanensis †
- Pseudorhapydionina cubana †
- Pseudorhapydionina dubia †
- Pseudorhapydionina laurensis †
- Pseudorhapydionina laurinensis †
- Pseudorhapydionina moulladei †

Otra especie considerada en Pseudorhapydionina es:
- Pseudorhapydionina anglonensis †, de posición genérica incierta